# Першомайська округа
Первомайська окру́га (також Першомайська округа, Первомайський округ; рос. Первомайский округ) — адміністративно-територіальна одиниця СРСР, що існувала з 1923 по 1930 роки. Центр — місто Первомайськ (Першомайськ).

## Історія
Створена 7 березня 1923 року в складі Одеської губернії УСРР.
26 листопада 1924 року приєднані Савранський, Ясенівський і частина Святотроїцького району ліквідованої Балтської округи, а Ісаївський район відійшов до Одеської округи.
31 липня 1925 року ліквідована Одеська губернія, з 1 серпня округа перейшла в пряме підпорядкування республіці.
Станом на 1 січня 1926 року до складу округи входили 15 районів:
- Благодатнівський[5] (центр — с. Благодатне)
- Богопільський (с. Богопіль)
- Вікторштадтський (с. Вікторштадт)
- Вільшанський (с. Вільшанка)
- Врадіївський (с. Врадіївка)
- Голованівський (с.Голованівськ)
- Грушківський (с-ще Грушка)
- Добровеличківський (с. Добровеличківка)
- Кантакузинський[5] (с. Кантакузинка)
- Костянтинівський (с. Костянтинівка)
- Криво-Озерський (с. Криве Озеро)
- Ново-Архангельський (с. Ново-Архангельськ)
- Савранський (с. Саврань)
- Хащуватський (с. Хащувате)
- Ясенівський[5] (с. Ясеневе)

3 лютого 1926 року ліквідовані Вікторштадський і Вільшанський райони, перейменовані Благодатнівський на Лисогірський, Кантакузинський на Доманівський, Ясенівський на Любашівський (з перенесенням районних центрів).
Постановою Первомайського окрвиконкому від 29 квітня 1927 р. Богопільський район був перейменований у Первомайський. 
13 червня 1930 року ліквідована.

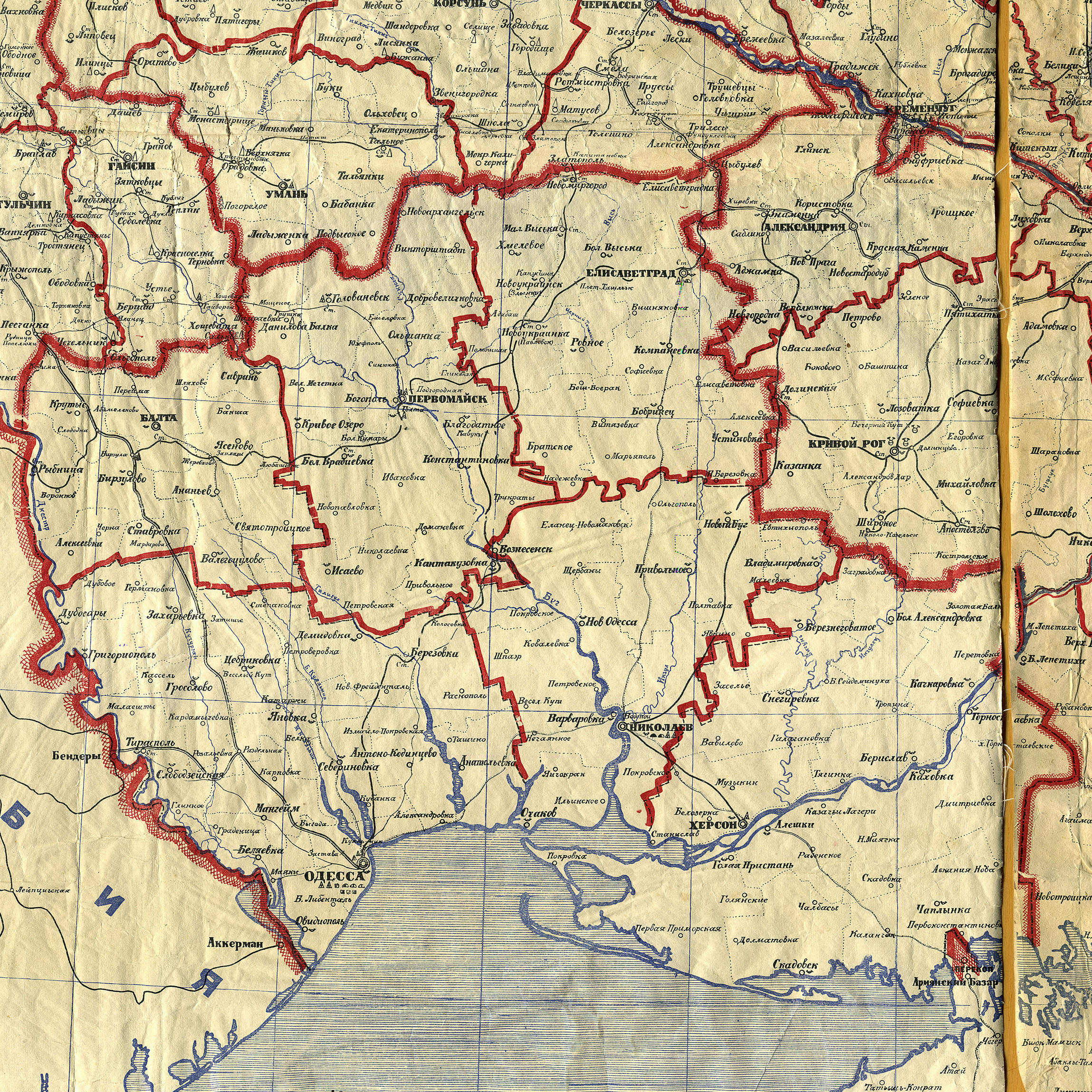
Карта Першомайської округи у складі Одеської губернії, 1923
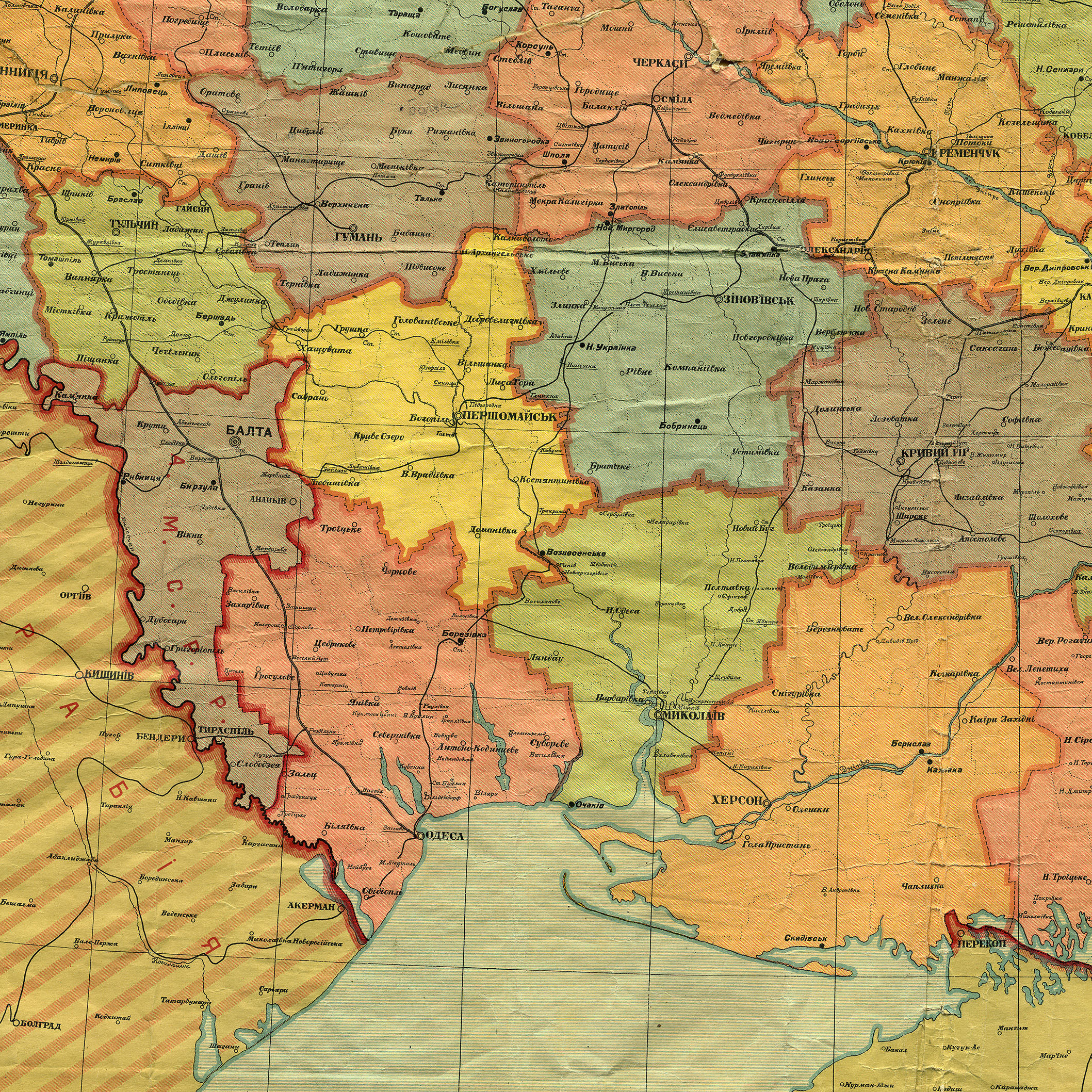
Карта Першомайської округи, адміністративні межі станом на 1 жовтня 1925
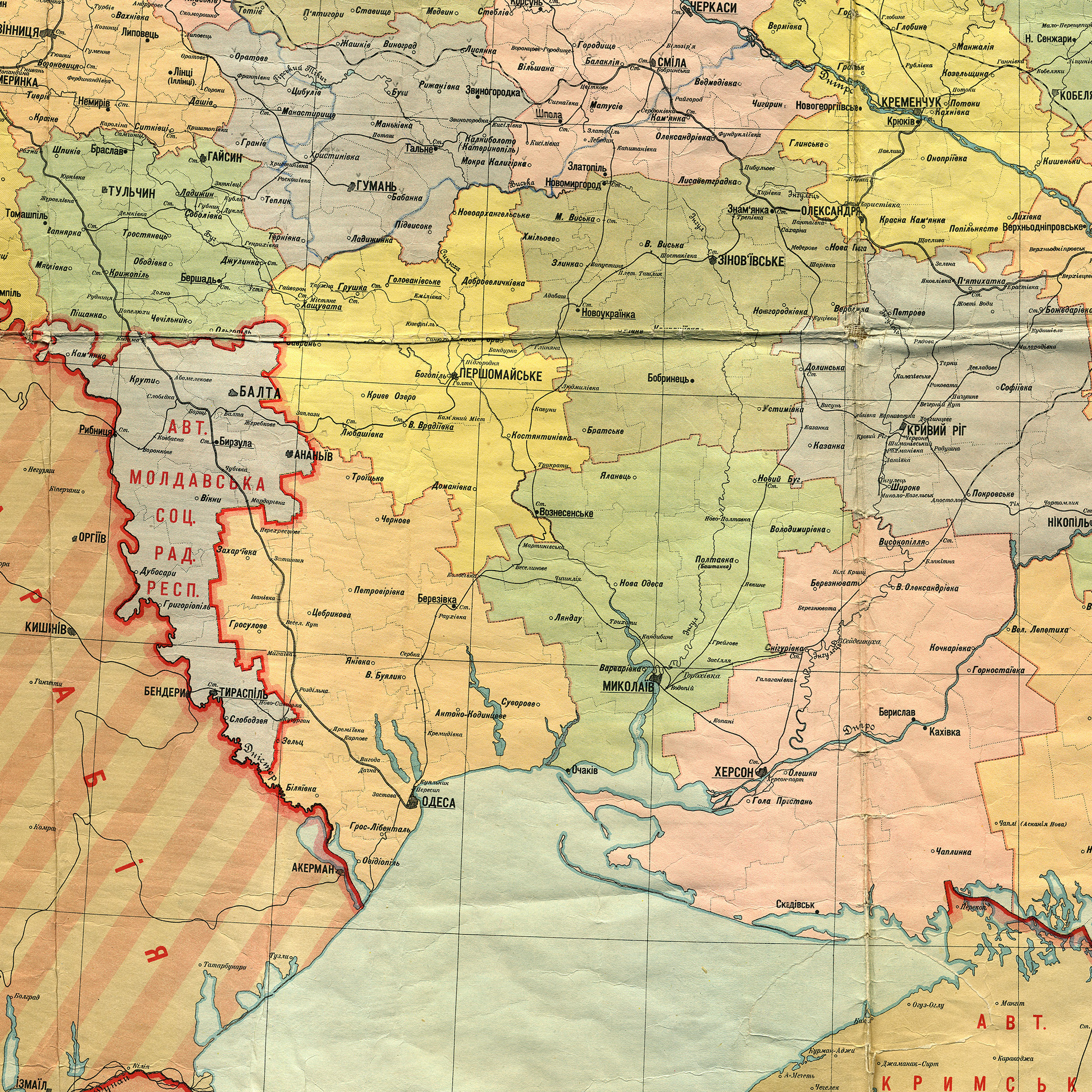
Карта Першомайської округи, адміністративні межі станом на 1 березня 1927

## Населення
Національний склад населення районів та міст Первомайської округи за переписом 1926 р.
| №  | Місто/район                 | Населення, осіб | Національний склад, % | Національний склад, % | Національний склад, % | Національний склад, % | Національний склад, % | Національний склад, % | Національний склад, % | Національний склад, % | Національний склад, % | Національний склад, % | Національний склад, % | Національний склад, % | Національний склад, % | Національний склад, % | Національний склад, % | Національний склад, % |
| №  | Місто/район                 | Населення, осіб | українці              | українці              | росіяни               | росіяни               | євреї                 | євреї                 | німці                 | німці                 | молдовани             | молдовани             | болгари               | болгари               | греки                 | греки                 | інші                  | інші                  |
| №  | Місто/район                 | Населення, осіб | осіб                  | %                     | осіб                  | %                     | осіб                  | %                     | осіб                  | %                     | осіб                  | %                     | осіб                  | %                     | осіб                  | %                     | осіб                  | %                     |
| -- | --------------------------- | --------------- | --------------------- | --------------------- | --------------------- | --------------------- | --------------------- | --------------------- | --------------------- | --------------------- | --------------------- | --------------------- | --------------------- | --------------------- | --------------------- | --------------------- | --------------------- | --------------------- |
| 1  | Первомайськ                 | 31 683          | 17 719                | 55,9 %                | 3 331                 | 10,5 %                | 9 896                 | 31,2 %                | 108                   | 0,3 %                 | 48                    | 0,2 %                 | 20                    | 0,1 %                 | 7                     | 0,0 %                 | 554                   | 1,7 %                 |
| 2  | Богопільський район         | 52 794          | 49 180                | 93,2 %                | 653                   | 1,2 %                 | 1 895                 | 3,6 %                 | 31                    | 0,1 %                 | 520                   | 1,0 %                 | 11                    | 0,0 %                 | 1                     | 0,0 %                 | 503                   | 1,0 %                 |
| 3  | Врадіївський район          | 39 992          | 33 792                | 84,5 %                | 402                   | 1,0 %                 | 1 873                 | 4,7 %                 | 360                   | 0,9 %                 | 3 010                 | 7,5 %                 | 9                     | 0,0 %                 | 4                     | 0,0 %                 | 542                   | 1,4 %                 |
| 4  | Голованівський район        | 62 503          | 57 880                | 92,6 %                | 297                   | 0,5 %                 | 3 822                 | 6,1 %                 | 39                    | 0,1 %                 | 10                    | 0,0 %                 | 7                     | 0,0 %                 |                       |                       | 448                   | 0,7 %                 |
| 5  | Голованівськ                | 4 050           | 521                   | 12,9 %                | 35                    | 0,9 %                 | 3 474                 | 85,8 %                | 6                     | 0,1 %                 |                       |                       | 1                     | 0,0 %                 |                       |                       | 13                    | 0,3 %                 |
| 6  | Голованівський район (села) | 58 453          | 57 359                | 98,1 %                | 262                   | 0,4 %                 | 348                   | 0,6 %                 | 33                    | 0,1 %                 | 10                    | 0,0 %                 | 6                     | 0,0 %                 |                       |                       | 435                   | 0,7 %                 |
| 7  | Грушківський район          | 59 052          | 56 225                | 95,2 %                | 286                   | 0,5 %                 | 700                   | 1,2 %                 | 16                    | 0,0 %                 | 1 467                 | 2,5 %                 | 1                     | 0,0 %                 | 1                     | 0,0 %                 | 356                   | 0,6 %                 |
| 8  | Грушка                      | 912             | 741                   | 81,3 %                | 67                    | 7,3 %                 | 37                    | 4,1 %                 | 3                     | 0,3 %                 | 5                     | 0,5 %                 |                       |                       | 1                     | 0,1 %                 | 58                    | 6,4 %                 |
| 9  | Грушківський район (села)   | 58 140          | 55 484                | 95,4 %                | 219                   | 0,4 %                 | 663                   | 1,1 %                 | 13                    | 0,0 %                 | 1 462                 | 2,5 %                 | 1                     | 0,0 %                 |                       |                       | 298                   | 0,5 %                 |
| 10 | Добровеличківський район    | 37 818          | 33 156                | 87,7 %                | 161                   | 0,4 %                 | 2 231                 | 5,9 %                 | 38                    | 0,1 %                 | 2 076                 | 5,5 %                 | 14                    | 0,0 %                 |                       |                       | 142                   | 0,4 %                 |
| 11 | Доманівський район          | 44 221          | 38 465                | 87,0 %                | 1 890                 | 4,3 %                 | 2 223                 | 5,0 %                 | 751                   | 1,7 %                 | 555                   | 1,3 %                 | 65                    | 0,1 %                 | 8                     | 0,0 %                 | 264                   | 0,6 %                 |
| 12 | Костянтинівський район      | 44 084          | 37 583                | 85,3 %                | 5 064                 | 11,5 %                | 616                   | 1,4 %                 | 134                   | 0,3 %                 | 549                   | 1,2 %                 | 9                     | 0,0 %                 |                       |                       | 129                   | 0,3 %                 |
| 13 | Кривоозерський район        | 57 834          | 50 208                | 86,8 %                | 204                   | 0,4 %                 | 6 592                 | 11,4 %                | 23                    | 0,0 %                 | 33                    | 0,1 %                 | 6                     | 0,0 %                 | 1                     | 0,0 %                 | 767                   | 1,3 %                 |
| 14 | Криве Озеро                 | 4 174           | 191                   | 4,6 %                 | 25                    | 0,6 %                 | 3 917                 | 93,8 %                | 5                     | 0,1 %                 |                       |                       | 1                     | 0,0 %                 | 1                     | 0,0 %                 | 34                    | 0,8 %                 |
| 15 | Кривоозерський район (села) | 53 660          | 50 017                | 93,2 %                | 179                   | 0,3 %                 | 2 675                 | 5,0 %                 | 18                    | 0,0 %                 | 33                    | 0,1 %                 | 5                     | 0,0 %                 |                       |                       | 733                   | 1,4 %                 |
| 16 | Лисогірський район          | 40 439          | 25 807                | 63,8 %                | 3 850                 | 9,5 %                 | 1 106                 | 2,7 %                 | 18                    | 0,0 %                 | 1 878                 | 4,6 %                 | 7 472                 | 18,5 %                | 2                     | 0,0 %                 | 306                   | 0,8 %                 |
| 17 | Любашівський район          | 45 858          | 38 855                | 84,7 %                | 235                   | 0,5 %                 | 1 799                 | 3,9 %                 | 22                    | 0,0 %                 | 4 619                 | 10,1 %                | 1                     | 0,0 %                 | 2                     | 0,0 %                 | 325                   | 0,7 %                 |
| 18 | Новоархангельський район    | 60 152          | 58 554                | 97,3 %                | 163                   | 0,3 %                 | 1 213                 | 2,0 %                 | 12                    | 0,0 %                 | 8                     | 0,0 %                 | 12                    | 0,0 %                 |                       |                       | 190                   | 0,3 %                 |
| 19 | Савранський район           | 46 021          | 42 054                | 91,4 %                | 211                   | 0,5 %                 | 3 513                 | 7,6 %                 | 13                    | 0,0 %                 | 8                     | 0,0 %                 | 2                     | 0,0 %                 | 1                     | 0,0 %                 | 219                   | 0,5 %                 |
| 20 | Хащуватський район          | 43 472          | 38 692                | 89,0 %                | 528                   | 1,2 %                 | 3 679                 | 8,5 %                 | 22                    | 0,1 %                 | 15                    | 0,0 %                 | 5                     | 0,0 %                 |                       |                       | 531                   | 1,2 %                 |
| 21 | Гайворон                    | 1 256           | 952                   | 75,8 %                | 114                   | 9,1 %                 | 17                    | 1,4 %                 | 5                     | 0,4 %                 | 2                     | 0,2 %                 | 2                     | 0,2 %                 |                       |                       | 164                   | 13,1 %                |
| 22 | Хащуватський район (села)   | 42 216          | 37 740                | 89,4 %                | 414                   | 1,0 %                 | 3 662                 | 8,7 %                 | 17                    | 0,0 %                 | 13                    | 0,0 %                 | 3                     | 0,0 %                 |                       |                       | 367                   | 0,9 %                 |

Рідна мова населення Первомайської округи за переписом 1926 року, %
| Район               | Населення, осіб | Рідна мова, % | Рідна мова, % | Рідна мова, % |
| Район               | Населення, осіб | українська    | російська     | інша          |
| ------------------- | --------------- | ------------- | ------------- | ------------- |
| м. Первомайськ      | 31 683          | 52,7          | 17,4          | 30,0          |
| Богопільський       | 52 794          | 92,7          | 2,1           | 5,2           |
| Врадіївський        | 39 992          | 84,5          | 1,9           | 13,6          |
| Голованівський      | 62 502          | 92,4          | 1,0           | 6,5           |
| Грушківський        | 59 052          | 94,4          | 0,6           | 5,0           |
| Добровеличківський  | 37 818          | 88,0          | 0,5           | 11,5          |
| Доманівський        | 44 221          | 84,4          | 7,5           | 8,1           |
| Костянтинівський    | 44 084          | 78,2          | 18,7          | 3,1           |
| Кривоозерський      | 57 834          | 86,7          | 0,7           | 12,6          |
| Лисогірський        | 40 439          | 64,9          | 9,9           | 25,2          |
| Любашівський        | 45 858          | 84,7          | 0,8           | 14,5          |
| Новоархангельський  | 60 152          | 96,4          | 0,4           | 3,2           |
| Савранський         | 46 021          | 91,5          | 0,7           | 7,7           |
| Хащуватський        | 43 472          | 89,0          | 1,6           | 9,4           |
| Первомайська округа | 665 922         | 85,9          | 3,9           | 10,2          |

## Керівники округи

### Відповідальні секретарі окружного комітетуКП(б)У
- - Владимиров Володимир Борисович (.03.1923—1923)
  - Колосов С. Л. (1923—1923)
  - Кирилов К. В. (1923—1924)
  - Борисов О. І. (1924—1925)
  - Коротченко Дем'ян Сергійович (1925—1928)
  - Шафаренко Яків Веніамінович (1928—1929)
  - Туменок Р. Ф. (1929—.08.1930)

### Голови окружного виконавчого комітету
- - Філіпов (.03.1923—1923)
  - Михайлов Степан Михайлович (1923—1924)
  - Кириченко Степан Дмитрович (1924—1928)
  - Богатирьов Георгій Олексійович (1928—1930)
  - Чабай Григорій Данилович (1930—1930)